# كاريل فان ماندر
كاريل فان ماندر (الأول) أو كاريل فان ماندر الأول (مايو 1548 - 2 سبتمبر 1606) كان رسامًا فلمنكيًا وكاتبًا مسرحيًا وشاعرًا ومؤرخًا فنيًا ومنظرًا للفن، وقد أثبت نفسه في الفترة الأخيرة من حياته في الجمهورية الهولندية. ويُذكر بشكل أساسي باعتباره كاتب سيرة الرسامين الهولنديين الأوائل وفناني عصر النهضة الشمالية في عمله كتاب الرسامين. وبصفته فنانًا ومنظرًا فنيًا لعب دورًا مهمًا في انتشار وتطوير النهجية الشمالية في الجمهورية الهولندية.

## حياته
تعتمد معظم المعلومات حول حياة كاريل فان ماندر على ملخص سيرة لحياته مختصرة ومجهولة المصدر جرى تضمينها في الطبعة الثانية بعد وفاته من كتاب الرسامين الذي نشره ياكوب بيترز فاختر عام 1618. وليس من المؤكد من كتب هذه السيرة الذاتية التي تحمل عنوان (النسب والولادة والمكان والزمن والحياة وأعمال كاريل فان ماندر، الرسام والشاعر، بما في ذلك وفاته ودفنه). وقد جرى اقتراح العديد من المرشحين ليكونوا كتّاب هذه السيرة، بما في ذلك شقيقه آدم فان ماندر والمؤلف جيربراند أدريانسز بريديرو. وقد قيل لاحقًا إن ابنه كاريل فان ماندر الأصغر هو مؤلف السيرة، إذ كان سيعتمد على معلومات السيرة الذاتية التي كتبها كاريل فان ماندر بنفسه، وكذلك على ذكرياته وملاحظاته الخاصة. والمعلومات الواردة في مخطط السيرة ليست موثوقة تمامًا ولكنها لا تزال تعتبر أفضل مصدر للمعلومات عن حياة فان ماندر.
ولد فان ماندر في عائلة نبيلة من ميوليبيكي في كونتية فلانديرز. ودرس على يد لوكاس دي هيري في خنت. وكان دي هيري فنانًا متعدد المواهب، حيث كان رسامًا ورسامًا بالألوان المائية وفنان نسخ وكاتب سيرة وكاتبًا مسرحيًا وشاعرًا. وخلال الفترة 1568-1569 درس فان ماندر مع الرسام بيتر فليريك في كورتريك. وفي السنوات الخمس اللاحقة أصبح أقل انشغالًا بالرسم من كتابة المسرحيات الدينية التي رسم المناظر الطبيعية لها أيضًا. وقد بنى سمعة طيبة في فلانديرز من خلال إنتاجاته المسرحية.
في عام 1573 سافر إلى روما بصحبة بعض الشباب النبلاء. ومكث في روما أكثر من ثلاث سنوات. وهناك كان نشطًا كرسام وتعرف بمفهوم الرعاية. ورسم لصالح الكونت الإيطالي مايكل أنجلو سبادا بعض اللوحات الجدارية مع مشاهد الزفاف الدموي الباريسي عام 1572 في قصر سبادا في ترنة. كما حصل أيضًا على عمولات للوحات الجدارية ذات المناظر الطبيعية من العديد من الكرادلة. ودرس رسم الزخرفة المغارية وأتقنها خلال إقامته في روما.
تشير رسوم سيرة فان ماندر إليه باعتباره مكتشف «الكهوف» في روما. وقد تكون هذه إشارة إلى سراديب الموتى في روما على الرغم من أن المعنى الدقيق للإشارة غير واضح. وربما كان على تواصل بزميله الرسام الفلمنكي بارتولوميوس سبرانغر في روما، والذي غادرها عام 1575 متوجهًا إلى فيينا للدخول في خدمة الإمبراطور. وفي رحلة عودته مر عبر فيينا حيث صنع مع سبرانغر والنحات هانز مونت قوس النصر للدخول الملكي للإمبراطور رودولف الثاني.
استقر فان ماندر مرة أخرى في موطنه الأصلي ميوليبيكي عام 1578 حيث كان نشطًا كرسام وكاتب. وتزوج بفتاة محلية تبلغ من العمر 18 عامًا وأنجب منها ولدًا. وفي عام 1580 غادر إلى كورتريك بسبب المشاكل الدينية التي سببها المتعصبون الكاثوليك في ميوليبيكي. واعتنق كاريل فان ماندر في مرحلة ما من حياته المعتقد المينونايتي، وبالتالي كان هدفًا محتملًا لهؤلاء المتعصبين. وفي كورتريك حصل على عمولة مقابل عمله على مذبح. وفي كورتريك أنجب ابنًا آخر. وغادر كورتريك إلى بروج عام 1582 بسبب تفشي الطاعون وأسباب أخرى. وفي بروج عمل مع الرسام بول ويتس. وبسبب خطر الاضطرابات الدينية والطاعون هرب كاريل مع عائلته ووالدة زوجته على متن سفينة إلى الجمهورية الهولندية حيث استقر في هارلم في مقاطعة هولندا عام 1583.